# Barbu Știrbey
Książę Barbu Știrbey (ur. 1873, zm. 1946) – rumuński książę i polityk, był przez krótki czas premierem Rumunii w 1927 roku.
Był synem księcia Alexandru Știrbeya i jego żony Marii Ghika-Comănești, a także wnukiem innego Barbu Știrbeya (właśc. Bibescu), który był księciem Wołoszczyzny (zmarł w 1869).
Ożenił się z księżną Nadeje Bibescu około roku 1895 i miał z nią cztery córki. Jego wpływ na rumuńską historię brał się stąd, iż był bliski królowej Marii Koburg, która była wpływową osobistością w kręgach rządowych. Stan taki miał miejsce do czasu akcesji jej syna, króla Karola II w 1930 roku.
Știrbey i królowa Maria byli kochankami. Według różnych pogłosek był ojcem jej najmłodszych dzieci:
- córki Ileany (ur. 1909),
- syna Mircei (ur. 1913).